# Vicca
Viktoria Kokorina, más conocida por el nombre Vicca (Moscú, Unión Soviética; 13 de agosto de 1974), es una modelo de glamour y actriz pornográfica rusa. Trabajó con las empresas VCA Pictures y Private Media Group.

## Carrera
Vicca abandonó Moscú, originalmente, para estudiar fotónica en una escuela de Siberia, pero rápidamente desertó para optar por una carrera en el mundo del modelaje profesional, y posteriormente como actriz porno en Budapest.
Después de llamar la atención del director de cine porno Michael Ninn con la película The Coming of Nikita, una película de 1994 bajo el nombre de Victoria Queen, Vicca llegó a Los Ángeles en 1996, en donde se volvió artista exclusiva de VCA. Vicca fue portada de Penthouse, Penthouse Pet en diciembre de 1998 y finalista como Penthouse Pet del año en 2001.
Modeló para Playboy en el video Playboy's Red Hot Redheads (Pelirrojas calientes de Playboy) y en varios programas de la marca, tales como The Helmetcam Show, Stripsearch y Night Calls. Vicca posó para muchas revistas para adultos entre las que se incluían Club, Cheri, y High Society.
Fue una de los pilares en la colección Dream Dresser fetish fashion y actuó en películas serie B bajo el nombre Viktoria Karina.

## Vicca y Nikita
Vicca compartió muchas películas, casas, bailes exóticos y el sitio web «viccanikita.com» con su amiga y co-estrella recurrente Nikita Gross, una ex miss Kirguistán que también actuó como actriz porno, fue finalista en el concurso Penthouse Pet del año 2000 y estrella de VCA. Se conocieron en Rusia cuando ambas eran modelos. Su sitio web, «viccanikita.com», estuvo activo de 2000 a 2002.

## Premios
- 1997 Premio AVN — "Mejor escena de sexo solitario" en Diva (VCA).[1][7][11][12]
- La película Ritual, la cual protagonizó, ganó en el 2000 el premio Hot d'Or como mejor película estadounidense en el Festival de Cannes.[13]
- 1998 Premio AVN — "Película más rentable" en New Wave Hookers: The Next Generation (VCA).
- 2000 Premio AVN — "Película más rentable" en The Devil In Miss Jones 6 (VCA).